# Riječka rezolucija
Riječka rezolucija je politički dokument potpisan 3. listopada 1905. u Rijeci nakon dvodnevnoga sastanka hrvatskih i srpskih zastupnika iz pokrajinskih sabora u Dalmaciji i Istri te iz banske Hrvatske. Proizašla je iz politike »novoga kursa«, pokrenute u kolovozu 1903. na poticaj hrvatskih i srpskih političara iz banske Hrvatske i Dalmacije radi ujedinjenja i poboljšanja položaja hrvatskih zemalja u Monarhiji te suprotstavljanja germanizaciji i politici »prodora na Istok«, što se trebalo postići zbližavanjem s Mađarima i Talijanima. Sastavljanje rezolucije najviše su podupirali Ante Trumbić, Frano Supilo, Pero Čingrija i Stjepan Zagorac te sve hrvatske stranke osim Čiste stranke prava i Hrvatske pučke seljačke stranke. 
U njoj se na samom njezinu početku podupiru nastojanja mađarske oporbe oko ostvarenja državne samostalnosti, iskazuje potpora Neovisnoj stranci Ferenca Kossutha, te težnja za pomirbom hrvatskog i mađarskog naroda. Ujedno je bio istaknut zahtjev da se hrvatskom narodu osigura samostalni kulturni, politički i gospodarski razvoj. Rezolucija je također zahtijevala od Ugarske prihvaćanje pripojenja Kraljevina Dalmacije Kraljevini Hrvatskoj i Slavoniji. S obzirom na unutrašnje stanje u banskoj Hrvatskoj, zahtijevalo se uvođenje ustavnih sloboda te jamstvo svih demokratskih, građanskih i političkih sloboda. Rezolucijom se tražilo striktno provođenje Hrvatsko-ugarske nagodbe uz djelomičnu izmjenu njezine odluke vezane uz zajedničke poslove Hrvatske i Ugarske te Hrvatske i austrijskog dijela Monarhije. Ubrzo nakon donošenja rezolucije bio je osnovan odbor, koji je stupio u pregovore s mađarskim oporbenim političarima.
U sastavljanju Riječke rezolucije prvi put su usklađeno sudjelovali političari iz svih hrvatskih zemalja, uključujući i srpske političare. Potaknuti znatnim poboljšanjem odnosa hrvatskih i srpskih političara, proizašlog iz politike »novoga kursa« i Riječke rezolucije, u Zadru su srpski političari, poslanici u Dalmatinskom saboru i Carevinskom vijeću, 17. listopada 1905. donijeli Zadarsku rezoluciju. Obje rezolucije prethodile su osnivanju Hrvatsko-srpske koalicije, potkraj 1905., središnje političke snage u Hrvatskoj do 1918.

## Poveznice
- Zadarska rezolucija
- Politika novoga kursa
- Hrvatsko-srpska koalicija